# Holtmühle (natuurgebied)
Holtmühle (soms ook: Holtmuhle) is een natuurgebied in de Nederlandse provincie Limburg. Het ligt ten zuidoosten van Tegelen en ten noordoosten van Belfeld, nabij de Duitse grens.

## Beschrijving
Het gebied meet 149 ha en is in bezit van Staatsbosbeheer. In het noorden grenst het gebied aan bezit van Het Limburgs Landschap. Het gebied sluit aan bij het Duitse natuurgebied Ravensheide. Binnen het gebied ligt de overgang van het middenterras naar het hoogterras van de Maas, een steilrand van ongeveer 20 meter hoog. Richting Duitse grens loopt de hoogte op tot meer dan 45 meter boven NAP. Op het hoogterras bevindt zich de Klei van Tegelen en in het noordelijk deel van het gebied vindt men dan ook enkele groeven ten behoeve van de keramische industrie. Het hoogterras is tegenwoordig beplant met naaldhout, terwijl er ook enkele heiderestanten aanwezig zijn. De Maalbeek, welke ontspringt nabij de Maalbekerhöhe ten oosten van Belfeld, verzorgt de afwatering van het gebied. Samen met de Veenbeek vormt deze de Aalsbeek, welke in noordelijke richting evenwijdig aan de steilrand stroomt en daarna naar het westen buigt, langs het Kasteel Holtmühle, om direct ten zuiden van Steijl in de Maas uit te monden.

## Flora
Beneden aan de steilrand zijn bronnetjes, en daar vindt men loofbos met paarbladig goudveil en adderwortel. Ook vindt men hier holpijp, bospaardenstaart, reuzenpaardenstaart, klein glidkruid, gladde zegge, duizendknoopfonteinkruid en lippenmos.

## Externe bron
- Natuur- en Wandelgebieden in Nederland, uitgave 1996, ISBN 90 70099 33 0, Vereniging Natuurmonumenten, p. 223.